# Prîborivka, Lîpoveț
Prîborivka (în ucraineană Приборівка) este localitatea de reședință a comunei Prîborivka din raionul Lîpoveț, regiunea Vinnița, Ucraina. Are 1,168 locuitori, preponderent ucraineni.

## Demografie
Componența lingvistică a localității Prîborivka
     Ucraineană (99,23%)
     Alte limbi (0,78%)
Conform recensământului din 2001, majoritatea populației localității Prîborivka era vorbitoare de ucraineană (99,23%), existând în minoritate și vorbitori de alte limbi.